# NGC 6435
NGC 6435 ist eine 13,7 mag helle kompakte Galaxie vom Hubble-Typ C im Sternbild Drache und etwa 388 Millionen Lichtjahre von der Milchstraße entfernt.
Sie wurde am 15. Juni 1887 von Lewis A. Swift entdeckt.